# Ricardo Ros Marín
Ricardo Ros Marín (n. Enguera, de la provincia de Valencia, 1 de noviembre de 1930) es un periodista español con gran reconocimiento en Valencia, donde trabajó durante más de 40 años para el periódico Las Provincias. Ostentó durante muchos años el cargo de redactor jefe.

## Primeros años y formación (1930-1950)
Ricardo Ros Marín nació en Enguera (Valencia), el 1 de noviembre de 1930. Es el mayor de cuatro hermanos, tiene tres hijas y cinco nietos. Pasó su infancia en su pueblo natal. Su vocación por el periodismo se manifestó de manera prematura; a la edad de 14 años (1945), fue designado corresponsal de Las Provincias. Cuando estaba en quinto de bachillerato, se vio obligado a trasladarse a Valencia para continuar sus estudios. Desde ese momento, acude habitualmente a la redacción de Las Provincias y se ofrece a colaborar al entonces director Teodoro Llorente. Con 18 años (1948), empieza a escribir algunas críticas de cine y teatro. Dos años después, trabaja como ayudante en la sección de deportes, sección que algunos años más tarde él mismo dirigiría. En el año 1950, Martín Domínguez, que había sucedido al señor Llorente en la dirección del diario, le aconsejó que estudiase la carrera de Filosofía y Letras y se dedicase al periodismo.

## Etapa como periodista (1950-1978)
En 1950, Ros Marín se matricula en Filosofía y Letras en la Universidad de Valencia. Se costeó los estudios dando clases particulares a alumnos de Bachillerato que necesitaban atención especial. Durante este periodo, sigue colaborando de forma habitual en el periódico. Cuando acaba la carrera universitaria, le convalidan el título de periodista y se hace cargo de las secciones de Tribunales y reportajes. Ha entrevistado a cientos de personalidades del mundo artístico, deportivo y literario, como Melvyn Douglas, Orson Welles, Arthur Rubinstein, Camilo José Cela, Severo Ochoa, José Iturbi, Pelé, Di Stéfano y otros muchos. También trabajó en la sección deportiva, viajando constantemente por España y numerosos países europeos.
En 1957, tras la riada del Turia que asoló Valencia, es nombrado redactor de plantilla. En 1972, es nombrado jefe de la sección de deportes, y en 1978, Redactor-Jefe.

## Última etapa como periodista en activo (1978-1992)
A la vez que ostentaba la jefatura de la redacción de Las Provincias, ocupaba el mismo puesto en el semanal La Hoja del Lunes. En 1982, la Asociación de la Prensa Valenciana, propietaria de la Hoja del Lunes, le designó director de esta publicación, aunque Ros no pudo aceptar el nombramiento por la inminente salida de los diarios españoles en lunes, lo que hacía inviable la ocupación de la citada dirección con su actividad como redactor jefe de Las Provincias. Diez años más tarde, en 1992, con 62 años, se jubila por motivos de salud, coincidiendo con el nacimiento de su primer nieto, Marc.

### Balance de su carrera profesional
Tras su retirada, Ricardo Ros deja atrás más de cuarenta años de trabajo en el mismo diario, aunque también colaboró en distintos periódicos y agencias de información. Sus compañeros lo describen como sencillo y equilibrado, además de profesional muy respetado. Ha obtenido numerosos galardones y premios, destacando la Medalla de Oro a la Información Deportiva que, a nivel nacional, tenían por entonces contados periodistas.

### Relación con Enguera
Pese a residir en Valencia, Ros Marín es un personaje admirado y querido en su pueblo natal, donde suele pasar largas estancias a lo largo del año y donde disfruta del contacto con la naturaleza y con sus conocidos. Un hecho significativo es que en la sección deportiva firmaba de forma habitual como “Ricardo del Llano”, haciendo referencia a la zona de la población donde nació.

## Anécdotas

### Melvyn Douglas
Después entrevistar a Melvyn Douglas, la estrella de Hollywood le preguntó por un buen restaurante, y el periodista le recomendó el que existía en Viveros Municipales. Al no querer ir en su propio coche, Melvyn aceptó ocupar el asiento posterior de la "Lambretta" que poseía el cronista y se trasladaron al citado restaurante, donde Douglas le invitó a cenar, invitación que declinó Ros Marín para asegurarse la primicia en el periódico del día siguiente.

### Orson Welles
Ante la gran expectación que suscitó la presencia del famoso actor y director, numerosos periodistas vieron rechazadas sus entrevistas. Ros Marín tuvo la misma suerte, pero consiguió una foto al lado del director, cuando éste salía del hotel para asistir a una corrida de toros. De este modo, publicó una página en el diario con la foto y unas breves frases. Al día siguiente, el periodista recibió una llamada del propio Orson. Cuando llegó, y para su asombro, Welles estaba gratamente sorprendido con lo que había hecho el periodiodista con escaso material y por ello le concedió la entrevista. El director le dijo esto: ““Es usted el periodista con más imaginación que conozco”.